# Maria Helena Passos
Maria Helena Passos (São Paulo, 1952) é uma jornalista brasileira.
Iniciou sua carreira em 1974, como repórter da revista Veja, onde trabalhou até 1979. Sua experiência profissional diversificada na mídia impressa foi marcada pelas revistas de informação IstoÉ (de 1982 a 1986) e Carta Capital (de 1995 a 2002). Especializou-se em economia como repórter especial do jornal Folha de S.Paulo, depois de atuar na área de política na sucursal paulista de O Globo.
No exterior, escreveu desde a França e Alemanha para o diário paulista. Em 1988 especializou-se em redação jornalística de economia no idioma inglês no Institut für Journalismus de Berlim. 
De volta ao Brasil, cobriu o impeachment do ex-presidente da República Fernando Collor de Mello para o serviço brasileiro de rádio da londrina BBC, e editou economia e investimentos na Gazeta Mercantil Latino-Americana.
Recebeu o prêmio Bovespa por edição especial sobre os fundos da América Latina. Editora especial do jornal Gazeta Mercantil, fez reportagens nos Estados Unidos até 2001. É autora de uma série de entrevistas com ganhadores do Prêmio Nobel de economia publicadas em revistas especializadas como a Revista Bovespa e Conjuntura Econômica da Fundação Getúlio Vargas. 
Em 2005 escreveu  o livro Plim Plim, a Peleja de Brizola Contra a Fraude Eleitoral, em co-autoria com Paulo Henrique Amorim.Atualmente dedica-se a projetos editoriais para mídia impressa e televisão.